# Victor Schiøler
Victor Schiøler (født 7. april 1899 i København, død 17. februar 1967 sammesteds) var en dansk pianist og læge. Hans far var komponisten Victor Bendix.
Elev af sin mor Augusta Schiøler, Ignaz Friedman og Arthur Schnabel. Debut som pianist den 23. januar 1914 i København. Talrige koncerter i udlandet. Medicinsk eksamen 1940. Kendt for sine engagerede musikintroduktioner til egne koncerter i radio og TV. 
Grammofonindspilninger af værker af Tjajkovskij, Beethoven, Franz Liszt o.a. findes genudgivet
på CD: The Great Danish Pianist Victor Schiøler DANACORD DACOCD 491-92 (2 CD). 
Han blev Ridder af Dannebrog 1950 og modtog Ingenio et arti 1964.